# Вилафранка Пиемонте
Вилафра̀ка Пиемо̀нте (на италиански: Villafranca Piemonte, от 1934 до 1950 г. Villafranca Sabauda, Вилафранка Сабауда, на пиемонтски: Vilafranca, Вилафранка) е малък град и община в Метрополен град Торино, регион Пиемонт, Северна Италия. Разположен е на 253 m надморска височина. Населението на общината е 4602 души, от които 289 са чуждестранни граждани.